# Березовська сільська рада (Краснощоковський район)
Бере́зовська сільська рада (рос. Берёзовский сельский совет) — сільське поселення у складі Краснощоковського району Алтайського краю Росії.
Адміністративний центр та єдиний населений пункт — село Березовка.

## Населення
Населення — 1244 особи (2019; 1484 в 2010, 1698 у 2002).